# Bjorvatn Station
Bjorvatn Station (Bjorvatn stoppested) var en jernbanestation på Sørlandsbanen, der lå i Vegårshei kommune i Norge.
Stationen åbnede som holdeplads 10. november 1935, da banen blev forlænget fra Neslandsvatn til Nelaug. Den blev nedgraderet til trinbræt 24. november 1952 og nedlagt 2. januar 1986.
Stationsbygningen blev opført efter tegninger af Gudmund Hoel og Bjarne Friis Baastad. Bygningen er af samme type som på Espelandsmyr Station og Gauslå Station. Den er nu solgt fra til private.